# Büchsenmacher

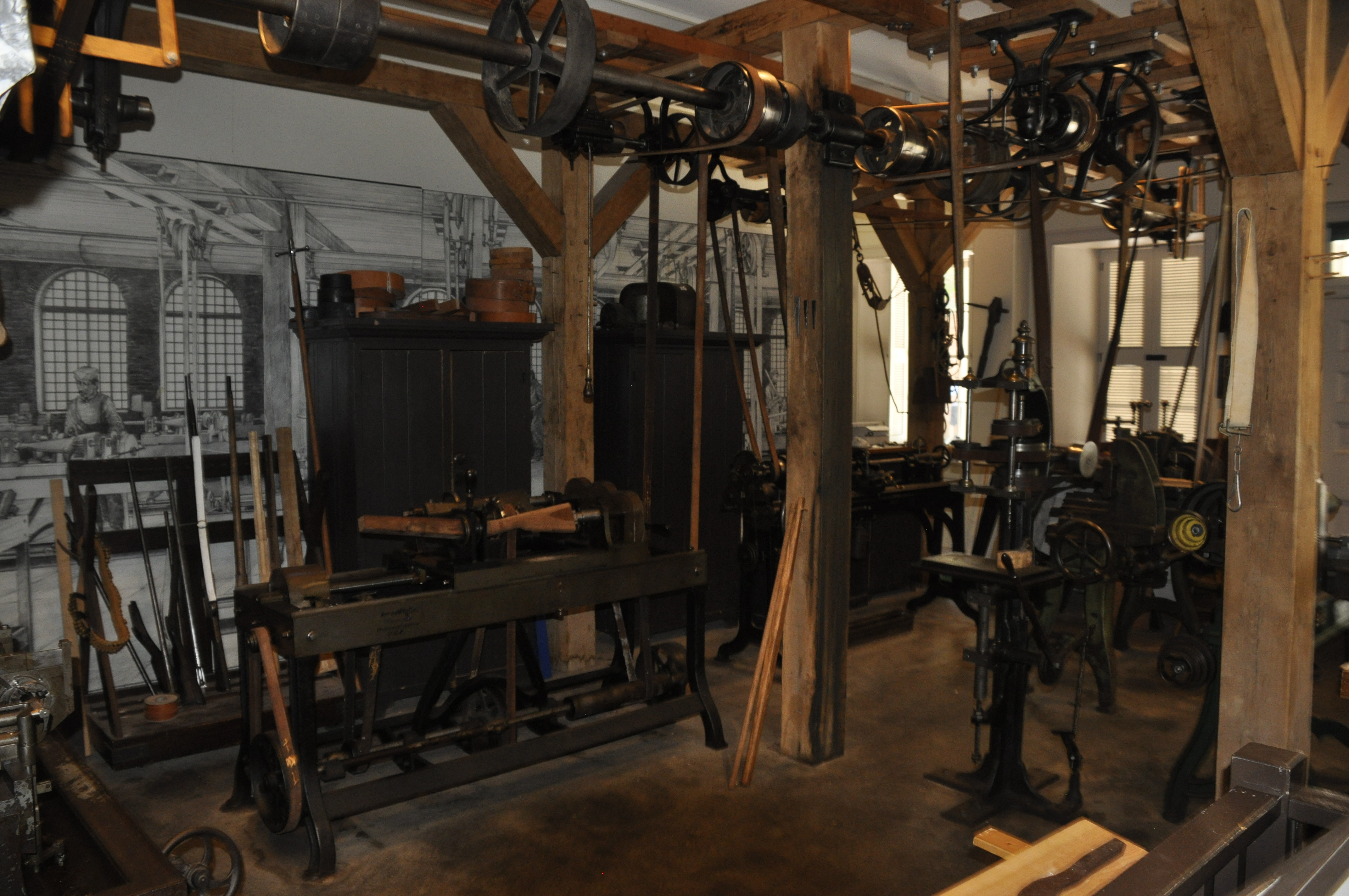
Büchsenmacher-Werkstatt 1850

Ein Büchsenmacher (bis ins 19. Jahrhundert auch als Büchsenschäfter oder Büchsenmeister bezeichnet) stellt Schusswaffen her, repariert diese und treibt oft auch Handel damit.
Der ursprüngliche Beruf des Büchsenmeisters umfasste auch die Herstellung von Büchsenläufen und Geschützrohren, was mit den Berufen von Waffenschmieden (auch Büchsenschmiede) oder von Stückgießern aus der Berufsgruppe von Metall- und Glockengießern verbunden war.

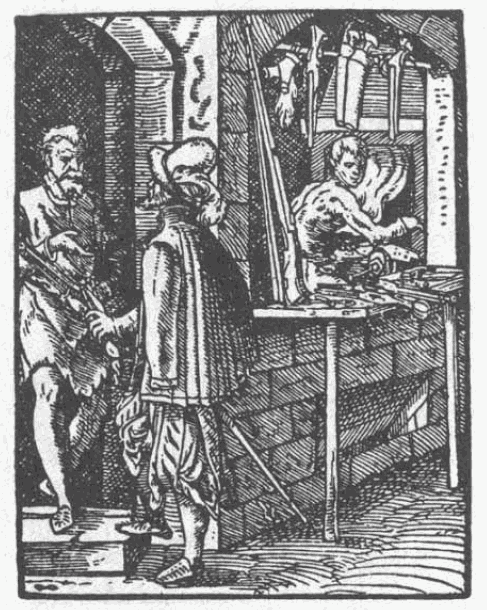
Der Büchsenschmied aus Jost Ammans Ständebuch, 1568

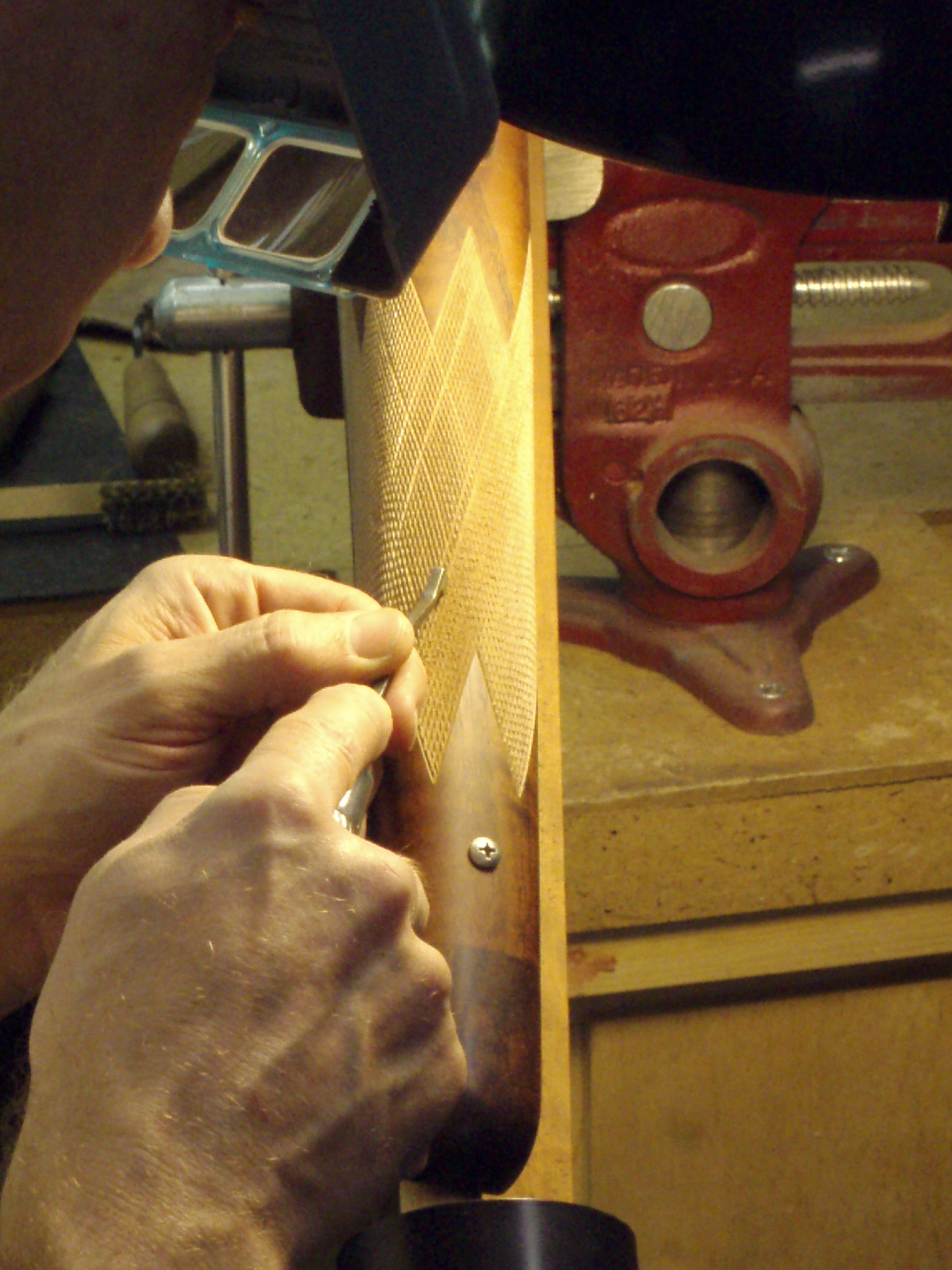
Büchsenmacher beim Schneiden der Fischhaut an einem Vorderschaft

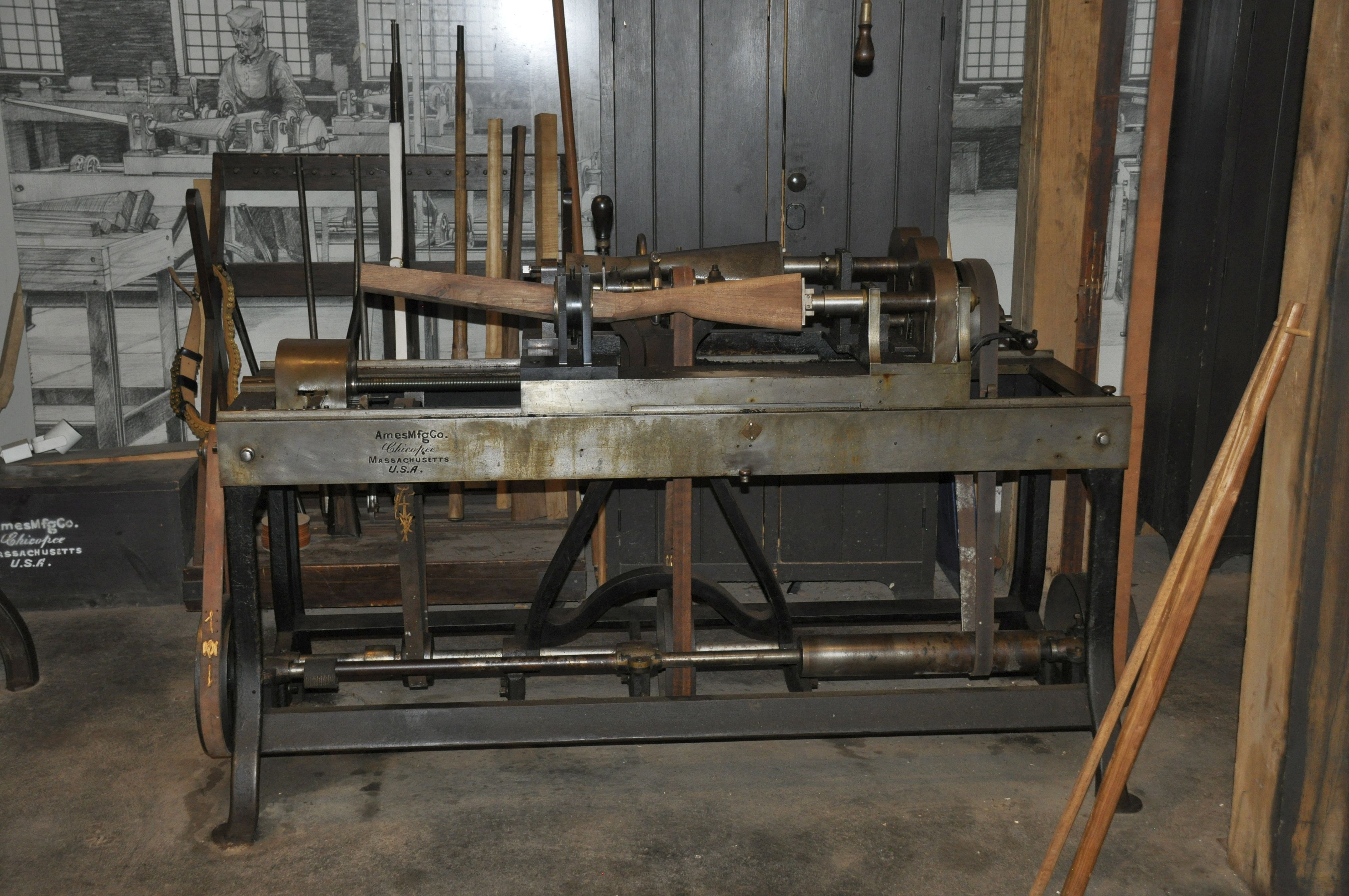
Blanchard-Drehbank zum Herstellen von Gewehrschäften

## Ausbildung
Büchsenmacher ist ein anerkannter Ausbildungsberuf. In Deutschland beträgt die Ausbildungszeit in der Regel drei Jahre. Einige Betriebe verlangen mindestens die mittlere Reife als Schulabschluss.
Laut Ausbildungsordnung stehen während der Ausbildung die Techniken der Metallbearbeitung und der Umgang mit Holz- und Kunststoffen auf dem Programm. Weitere Fächer sind Waffentechnik, Ballistik, Optik und die rechtlichen Grundlagen des Waffengesetzes. Die Ausbildung findet wie bei den meisten Ausbildungsberufen in einem Meisterbetrieb und in einer Berufsschule statt. Derzeit existieren eine Berufsschule für Büchsenmacher in Baden-Württemberg (Ehingen an der Donau) und eine Berufsfachschule für Büchsenmacher in Thüringen (Suhl). Die schulische Ausbildung läuft im Blockunterricht ab, in der Büchsenmacherfachschule in Ehingen. Zwölf Wochen Blockunterricht pro Lehrjahr werden in Ehingen verlangt, die in drei Blöcken absolviert werden, meistens à vier Wochen. Diese Berufsschulen bieten die praktische und theoretische Ausbildung als Büchsenmacher vor Ort an, ebenso wie eine Ausbildung als Graveur, wobei der Graveur nur in Suhl erlernt werden kann. Im Gegensatz zur Berufsschule in Ehingen (nur duale Ausbildung) bietet der Standort Suhl eine Berufsfachschule (BFS III) und somit die Möglichkeit zur rein schulischen Ausbildung (Vollzeit) im Büchsenmacherhandwerk, welche 3 Jahre dauert und 14 Wochen Praktikum in entsprechenden Betrieben beinhaltet.
Zu den Unterrichtsfächern in der Berufsschule zählen allgemeine Unterrichtsfächer wie Deutsch, Englisch, Sozialkunde und Wirtschaftskunde. Die fachbezogenen Unterrichtsfächer sind Werkstofftechnik, Technische Mathematik, Technische Kommunikation, Informatik, Hydraulik, Pneumatik, SPS und CNC-Technik. Darüber hinaus werden die Schüler in fachspezifischen Unterrichtsfächern unterrichtet. Diese sind: Jagdwaffenkunde, Sportwaffenkunde, Faustfeuerwaffenkunde, Waffeninstandhaltung, Waffengesetze, Ballistik, Optik und ein Schießpraktikum.

## Meisterausbildung
Die Fortbildung vom Gesellen zum Meister geschieht in einem Betrieb, kann aber auch an einer gewerblichen Schule absolviert werden. Neun Monate bei 40 Wochenstunden dauert der Vorbereitungskurs zur Meisterprüfung. Die Prüfung wird von der Innung abgenommen.
Der Abschluss zum Büchsenmachermeister darf nicht mit dem historischen Büchsenmeister verwechselt werden.

## Berufsbild
Die üblichen Aufgaben eines Büchsenmachers sind:
- Wartung der Waffen im Auftrag des Kunden: Inspektion, Reinigung, Ölen usw.
- Reparaturen
- Montage und Einschießen von Zielvorrichtungen, wie beispielsweise Kimme und Korn, Zielfernrohr
- Kundenspezifische Verzierungen anbringen
- Herstellung von Waffen

## Vertretungen
Die fünf Landesverbände der Innungen sind im Bundesinnungsverband für das Büchsenmacher-Handwerk organisiert, Interessenverbände sind unter anderem der Verband Deutscher Büchsenmacher und Waffenfachhändler e. V., der Verband der Hersteller von Jagd-, Sportwaffen und -munition (JSM), sowie der Fachverband für den Groß- und Außenhandel mit Jagd- und Sportwaffen e. V.